# 比亞米爾港

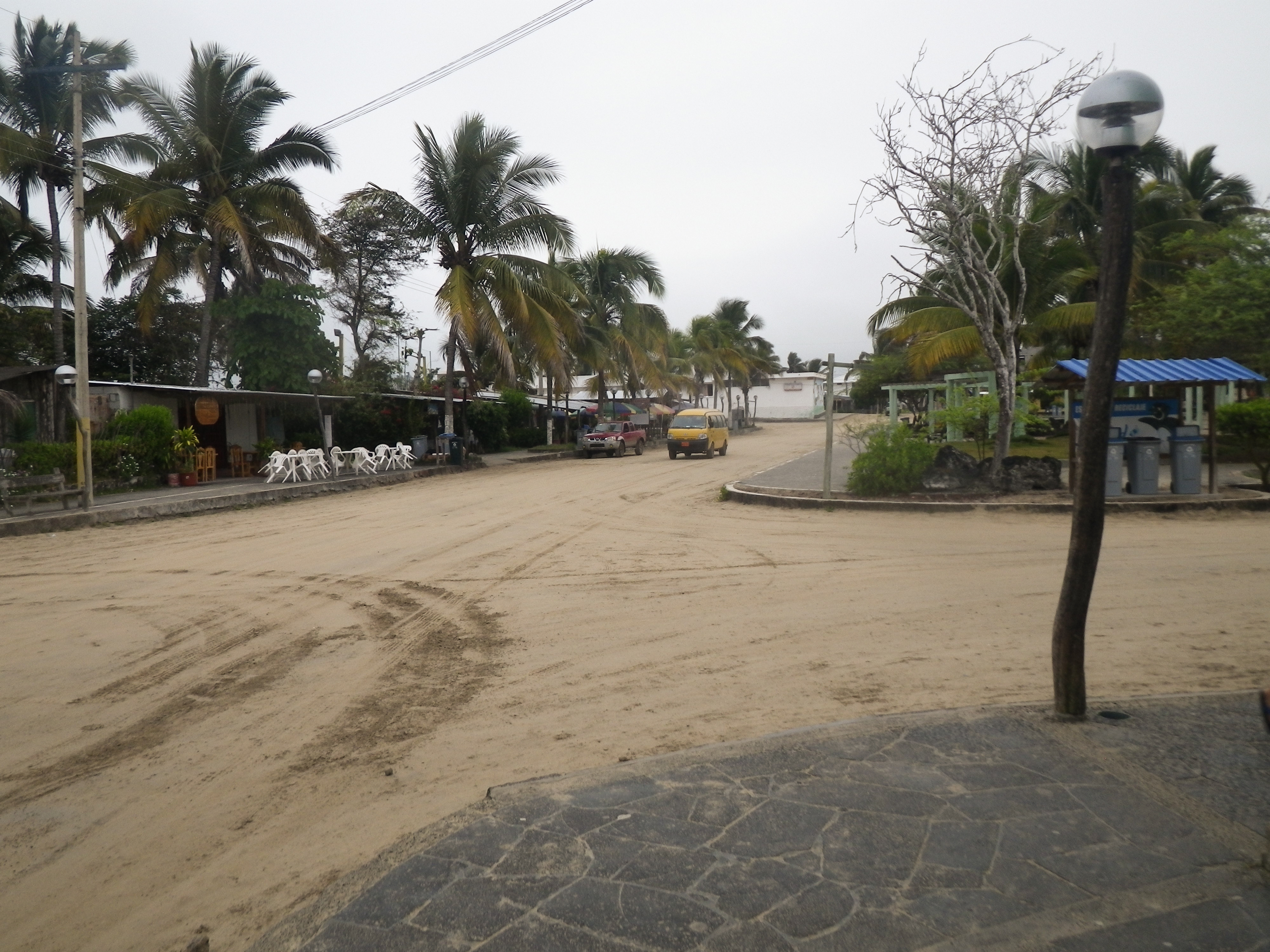

0°57′24.52″S 90°58′02.09″W / 0.9568111°S 90.9672472°W
比亞米爾港（西班牙語：Puerto Villamil），是厄瓜多爾的城鎮，位於該國西部，由加拉帕戈斯省負責管轄，是伊薩貝拉縣的首府，主要經濟活動有漁業、貿易業和旅遊業。